# أكرونيس
أكرونيس (بالإنجليزية: Acronis International GmbH)‏ هي شركة تقنية عالمية يقع مقرها الرئيسي في شافهاوزن بسويسرا ومقرها الدولي في سنغافورة. يطور Acronis البرامج المحلية والسحابة للنسخ الاحتياطي، والتعافي من الكوارث، ومزامنة الملفات ومشاركتها والوصول إلى البيانات بشكل آمن. أكرونيس لديها 18 مكتبا في جميع أنحاء العالم. تقع مراكز البحث والتطوير التابعة لها، Acronis Labs، في الولايات المتحدة وسنغافورة. تمتلك أكرونيس مراكز بيانات سحابية دوليًا، بما في ذلك الولايات المتحدة وفرنسا وسنغافورة واليابان وألمانيا.

## وصلات خارجية
- الموقع الرسمي